# Helen Clark
Pour les articles homonymes, voir Helen Clark (homonymie) et Clark.
Helen Elizabeth Clark (née le 26 février 1950 à Hamilton) est une universitaire, femme d'État et haute fonctionnaire internationale néo-zélandaise. Membre du Parti travailliste, elle est la 37e Première ministre de Nouvelle-Zélande, en fonction de 1999 à 2008, puis administratrice du Programme des Nations unies pour le développement de 2009 à 2017.

## Biographie
Elle grandit dans une famille conservatrice d'agriculteurs de l'île du Nord.

### Carrière politique
Helen Clark s'engage en politique contre la guerre du Viêt Nam, puis est élue à la Chambre des représentants de Nouvelle-Zélande en 1981.
Élue à la tête du Parti travailliste en 1993, elle réussit à former une coalition à la suite des élections générales de 1999 et devient ainsi Première ministre. Elle est reconduite en 2002 puis 2005. Elle est la seconde femme à occuper ce poste, ayant succédé à Jenny Shipley.
Helen Clark mène une politique progressiste. Parfois critiquée pour son apparence, elle souligne que « le problème en politique, c'est que l'on prête souvent plus d'attention à la manière dont les femmes sont habillées qu'à ce qu'elles disent ». En 2006, elle est classée comme la 20e femme la plus puissante au monde par le magazine Forbes. En 2007, elle est classée 38e.
Sur la scène internationale, Clark poursuit les efforts de l'INTERFET, force de défense des Nations unies sous commandement australien au Timor oriental devant mettre fin à la crise de 1999. Elle autorise l'envoi de troupes en Afghanistan en 2001, mais ne participe pas à la guerre d'Irak en 2003. Sous sa gouverne, les Néo-zélandais retournent au Timor lors de la crise timoraise de 2006.
Les élections législatives de novembre 2008 voient la défaite des travaillistes face à la coalition menée par le Parti national (de centre droit).
Le 20 avril 2009, Helen Clark devient administratrice du Programme des Nations unies pour le développement, où elle a défendu la prise en compte des problématiques de l'Océanie. Reconduite dans ses fonctions en 2013, elle les quitte en 2017.
Le 4 avril 2016, elle annonce être candidate à la succession de Ban Ki-moon, secrétaire général de l'ONU mais, à l'issue de l'élection, elle est largement devancée par le vainqueur António Guterres.

### Vie privée
Son époux est Peter Davis, sociologue et professeur à l'université d'Auckland.

## Décoration
- Commandeur de l'ordre du Mono[5]

## Résultats électoraux

### Chambre des représentants
| Élection             | Circonscription | Parti | Parti        | Voix   | %    | Résultats |
| -------------------- | --------------- | ----- | ------------ | ------ | ---- | --------- |
| Législatives de 1975 | Piako           |       | Travailliste | 4 074  | 23,8 | Échec     |
| Législatives de 1981 | Mount Albert    |       | Travailliste | 10 027 | 51,3 | Élue      |
| Législatives de 1984 | Mount Albert    |       | Travailliste | 12 231 | 56,7 | Élue      |
| Législatives de 1987 | Mount Albert    |       | Travailliste | 11 326 | 62,3 | Élue      |
| Législatives de 1990 | Mount Albert    |       | Travailliste | 7 914  | 43,5 | Élue      |
| Législatives de 1993 | Mount Albert    |       | Travailliste | 9 546  | 49,4 | Élue      |
| Législatives de 1996 | Owairaka        |       | Travailliste | 16 686 | 51,2 | Élue      |
| Législatives de 1999 | Mount Albert    |       | Travailliste | 18 982 | 64,4 | Élue      |
| Législatives de 2002 | Mount Albert    |       | Travailliste | 19 514 | 68,5 | Élue      |
| Législatives de 2005 | Mount Albert    |       | Travailliste | 20 918 | 66,6 | Élue      |
| Législatives de 2008 | Mount Albert    |       | Travailliste | 20 157 | 59,3 | Élue      |